# 卡米舍瓦塔蘇拉河
卡米舍瓦塔蘇拉河（烏克蘭語：Комишувата Сура），是烏克蘭的河流，位於該國東部，屬於莫克拉蘇拉河的右支流，發源自基泰戈羅德卡附近，流經第聶伯羅彼得羅夫斯克州，河道全長55公里，流域面積639平方公里，支流有柳比米夫卡河。